# Serjania subimpunctata
Serjania subimpunctata är en kinesträdsväxtart som beskrevs av Ludwig Radlkofer. Serjania subimpunctata ingår i släktet Serjania och familjen kinesträdsväxter. Inga underarter finns listade i Catalogue of Life.